# Chris Hughes (musicien)
Pour les articles homonymes, voir Chris Hughes.
Chris Hughes, né Christopher Merrick Hughes le 3 mars 1954 à Londres en Angleterre, est un musicien et producteur britannique.

## Biographie
En 1979, Chris Hughes coproduit le premier album d'Adam Ant Dirk Wears White Sox, puis il forme The Blitz Brothers avec David Bates et Steve Lovell. Ils publieront deux singles, une réédition de la pièce Gloria de Van Morrison en 1979 et un second l'année suivante, The Rose Tattoo. En 1980, il produit l'album Kings of the Wild Frontier d'Adam and the Ants qui lui vaudra le prix de producteur de l'année de la revue Music Week. Puis sous le nom des Blitz Brothers, il produit le premier album du groupe Dalek I Love You, Compass Kum'pas en 1980 ; Chris Hughes y joue comme batteur. Les membres du groupe sont Alan Gill et Dave Hughes, que l'on retrouverait plus tard avec Orchestral Manœuvres In The Dark comme percussionniste. Il a ensuite coproduit le premier album de Tears For Fears en 1983, The Hurting avec l'ex bassiste de Gong Mike Howlett et Ross Cullum et joue les percussions. Il a produit seul le deuxième effort du groupe Songs from the big chair en 1984, il ne joue toutefois la batterie que sur une seule chanson de l'album Shout et participe à l'écriture de la pièce Everybody Wants To Rule The World. Il fait la programmation de la batterie sur Red Rain de l'album So de Peter Gabriel et travailla notamment avec Paul McCartney, Jon Bon Jovi et Robert Plant. 
Par ailleurs, il s'intéresse à la musique électronique en réalisant un album intitulé Shift (from the Music of Steve Reich), sur lequel il remixe des pièces importantes du compositeur de musique minimaliste Steve Reich. Il a aussi travaillé avec Tori Amos et Wand Chung que ce soit en tant que producteur ou comme musicien.

## Discographie
Adam and the Ants
- 1979 : Dirk Wears White Sox - Produit deux chansons sur cet album.
- 1980 : Kings of the Wild Frontier - Produit seul l'album et joue aussi comme batteur.
- 1981 : Prince Charming - Produit et joue en tant que batteur sous le nom Merrick.

The Blitz Brothers
- Singles :
- 1979 : Gloria/Songs-Records La première est écrite par Van Morrison et la seconde par Chris Hughes.
- 1980 : The Rose Tattoo (Deerfrance)/Walking All Alone

The Tearjerkers
- 1980 : Murder Mystery/Heart on the Line - Produit sous le pseudonyme The Blitz Brothers.

Dalek I Love You
- 1980 : Compass Kum'pas

Wang Chung
- 1983 : Points on the Curve - Coproduit avec Ross Cullum.

Tears for Fears
- 1983 : The Hurting - Chris est aux percussions et à la programmation en plus de coproduire l'album avec Mike Howlett et Ross Collum.
- 1985 : Songs from the Big Chair - Chris est à la batterie sur la pièce Shout et produit l'album.
- 1996 : Saturnine Martial and Lunatic (compilation)
- 2003 : The Collection (compilation)

Peter Gabriel
- 1982 : Peter Gabriel dit aussi Security - Programmation du Linn LM-1 sur I Have the Touch.
- 1982 : Deutsches album - Version allemande de l'album Security.
- 1986 : So - Programmation du Linn LM-1 pour Red Rain.
- 2002 : Up - Programmation du Linn LM-1 sur No Way Out
- 2010 : So - Réédition en coffret 4 vinyls de l'album de 1986

The Polecats
- 1983 : Make a Circuit with Me - Coproduit 2 pièces avec Ross Cullum.

Ric Ocasek
- 1986 : This Side of Paradise - Coproduit avec Ross Cullum et Ric Ocasek.

Paul McCartney
- 1989 : Flowers in the Dirt - Coproduit avec Ross Cullum la pièce Motor Of Love
- 1989 : Figure of Ei8ht/Rough Ride/Où est le soleil ? (7" Mix) - Chris coproduit la première pièce. Figure of ei8ht, de ce maxi single avec Ross Cullum et Paul McCartney.

Howard Jones
- 1989 : Cross That Line - Coproduit avec Howard Jones, Ross Cullum et Ian Stanley. Joue la batterie sur The Prisoner et Everlasting love.

a-ha
- 1990 : East of the Sun West of the Moon - Batterie sur Waiting For Her.

Propaganda
- 1990 : 1234 - Coproduit avec Ian Stanley. Participe à l'écriture de la pièce Your Wildlife, David Gilmour joue sur l'album.

Tori Amos
- 1992 : Little Earthquakes - Joue la batterie sur la pièce China.

Robert Plant
- 1993 : Fate of Nations - Coproduit avec Robert Plant et joue la batterie sur 8 pièces et la cornemuse sur 1 pièce.
- 2003 : Sixty Six to Timbuktu - Double album Compilation.
- 2006 : Nine Lives - Coffret compilation.

Lloyd Cole
- 1995 : Love Story - Producteur exécutif.
- 2006 : Antidepressant - Producteur exécutif.

Definition of Sound
- 1996 : Experience - Chris produit 10 pièces et s'occupe de la programmation sur 6 pièces. Programmation additionnelle sur Lucy, basse sur Here Comes The Sun, batterie sur Feels like heaven,Take on me et Mama's not coming home. Aussi présents sur ce disque, Oletta Adams, Mel Collins, Simon Clark, Ross Cullum, Charlie Jones, etc.

Peter Townshend
- 1996 : The Best of Pete Townshend (CoolWalkingSmoothTalkingStraightSmokingFireStoking) - remix et produit la pièce Let my love open the door (E. Cola Mix) avec Jack Hues et Tim Oliver.

Paul Young
- 1997 : Paul Young - Producteur exécutif, mix sur une pièce.

Various Artists
- 1997 : Diana (Princess of Wales) Tribute - Chris produit la pièce In The Sun de Peter Gabriel et s'occupe de la programmation de la batterie électronique LinnDrum sur cet album double.

Gene
- 1997 : Drawn to the Deep End - Coproduit avec le groupe Gene.
- 1999 : As Good as It Gets : The Best Of - Coproduit 5 pièces.

Emma Townshend
- 1998 : Winterland - A&R International.

Gay Dad
- 1999 : Leisure Noise - Coproduit avec Tony Visconti.

Tom McRae
- 2000 : Tom McRae - Produit l'album et agit comme batteur et percussionniste.

Psychid
- Singles :
- 2002 : We Come Out At Night/Field Day - Producteur.
- 2002 : Split Lip Sucker/Not Too Late/Black Cat White Eyes/Move the Flags - Maxi single - Producteur.
- 2003 : Digging for Victory/Albedo/ParaSYCHID#7 (Waters Intact) - Maxi single - Producteur.

- Albums :
- 2003 : Psychid - Producteur.

Moya Brennan
- 2003 : Two Horizons - Producteur exécutif et programmation du Linn Drum sur la pièce Mothers Of The Desert.

The Electric Soft Parade
- 2003 : Holes in the Wall - Album double coproduit par Chris Hughes et Mark Frith, joue comme percussionniste occasionnel.

Jon Bon Jovi
- 2003 :  This Left Feels Right - A&R International.

Barbara Dickson
- 2006 : Nothing's Gonna Change My World: The Songs Of Lennon, McCartney And Harrison - Chris produit et joue la batterie et les percussions.

The Quartet
- 2006 : Illuminated - Production.
- 2008 : Shattering - Produit et joue la batterie sur la pièce The Chav's Tale en plus de la direction artistique.

The Cooper Temple Clause
- 2007 : Make This Your Own - Produit 6 pièces et mix 3 pièces.

Clare Teal
- 2007 : Paradisi Carousel - Coproduit avec Mark Frith.

Stackiridge
- 2009 : A Victory for Common Sense - Produit, mix et joue les percussions.

Solo
- 1994 : Shift (from the Music of Steve Reich)

Collaborations
- 1997 : Music from Nature - Artistes variés : Chris sur la pièce Slow Motion Blackbird.
- 2000 : Miniatures 2 - Artistes variés : Chris sur la pièce Shaka Shaka Shaka.